# Emirat de Saraqusta
L'emirat de Saraqusta, taifa de Saragossa o regne de Saragossa fou un regne musulmà que al llarg del segle xi tingué com a capital Saraqusta, l'actual Saragossa.

## Història de l'emirat
Al-Múndhir ibn Yahya at-Tujibí aconseguí vers 1013 la independència de l'emirat de Saraqusta respecte del califat de Còrdova. Inicialment restà en mans dels tugíbides, fins que el 1039 caigué en mans dels Banu Hud de l'emirat de Làrida. L'època d'Àhmad ibn Sulayman al-Múqtadir i Yússuf ibn Àhmad al-Mútaman fou un bon moment cultural.
La primavera de 1086, Alfons VI de Lleó va posar setge a Saragossa i davant aquesta circumstància, els reis de les taifes van demanar ajuda als almoràvits i l'emir Yússuf ibn Taixfín desembarca a al-Yazira al-Jadrā en auxili dels febles reis musulmans el 30 de juliol. Alfons VI, que no està disposat a tolerar aquesta gosadia, aixeca el setge de Saragossa i es dirigeix a la trobada de Yusuf, però pateix una humiliant derrota en la batalla de Sagrajas.
L'emirat no fou annexionat pels almoràvits i Montsó va caure el 24 de juny de 1089 en mans de Pere de Ribagorça, que el 1095 va conquerir Waixqa després de derrotar l'emir Àhmad ibn Yússuf al-Mustaín en la batalla de les planes d'Alcoraz i el 1101 va prendre Barbastre, Sariñena i va posar setge a les ciutats de Saragossa i Tamarit de Llitera el 1104. Amb aquestes conquestes, es va consolidar la supremacia militar de les tropes cristianes sobre les musulmanes.
El 1110, el nou emir almoràvit Alí ibn Yússuf va decidir suprimir el darrer regne musulmà que restava i el 31 de maig del 1110 va ocupar Saraqusta. Abd-al-Màlik es va retirar a la fortalesa de Ruta (Rueda de Jalón). Els almoràvits van nomenar governador Muhàmmad ibn al-Hajj i més tard Abu Bakr Ibn Ibrahim al-Sahrawi (Ibn Tifalwit), que de fet van actuar com a emirs (el segon va tenir com a visir el conegut filòsof Ibn Bajja o Avempace), però el territori fou finalment conquerit l'any 1118 per Alfons I d'Aragó.

## Emirs de Saraqusta

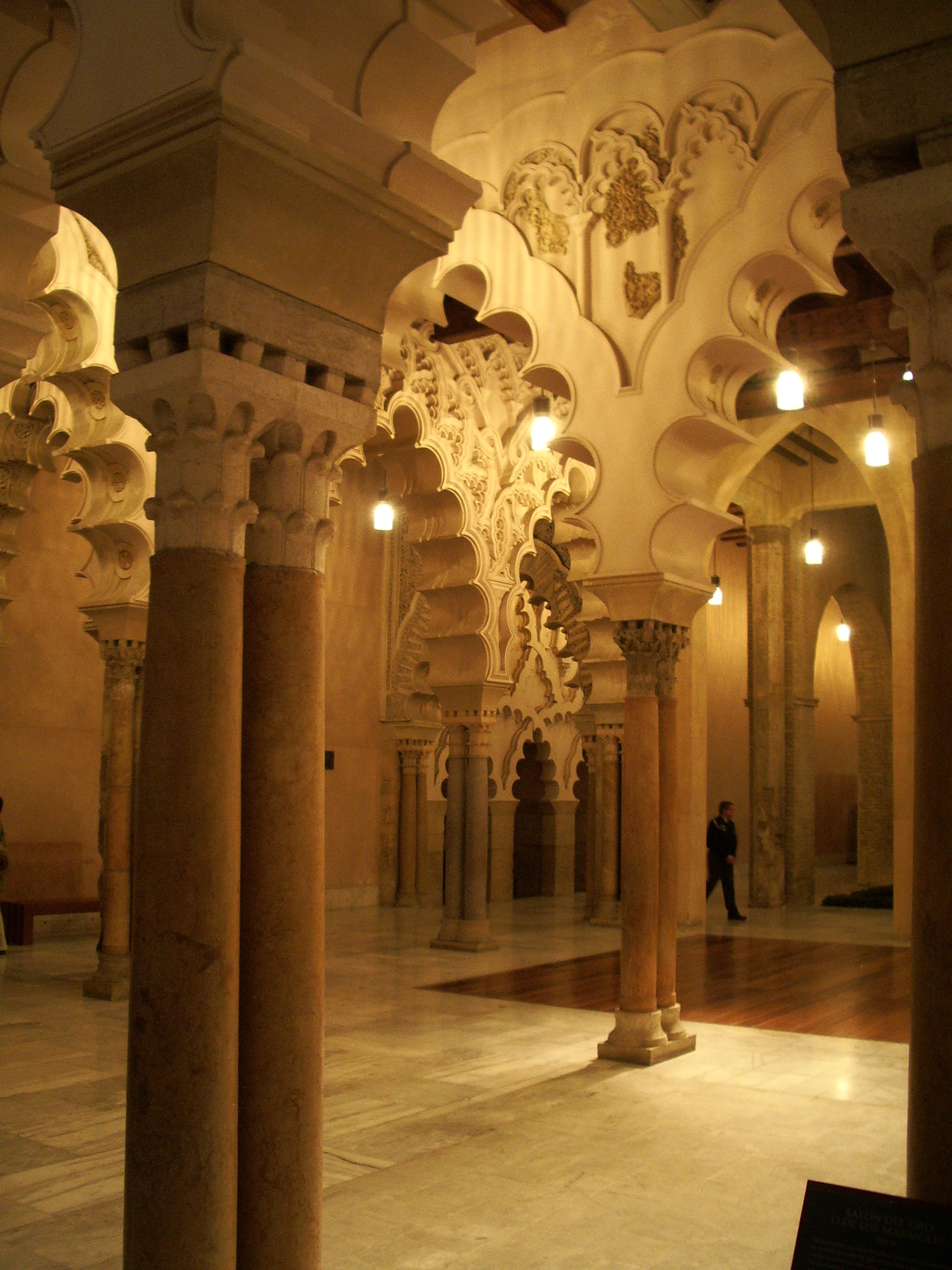
Vista nocturna de les estances del palau de l'Aljaferia, el qual va ser bastit pel rei Ahmed I ibn Sulaiman al-Muktadir al-Muktadir entre els anys 1065 i 1118

### Dinastia tugíbida (1018-1038)
- Al-Múndhir ibn Yahya at-Tujibí o Al-Múndhir I (1018-1022)
- Yahya ibn al-Múndhir at-Tujibí al-Mudhàffar o Yahya al-Mudhàffar (1022-1036)
- Al-Múndhir ibn Yahya at-Tujibí Muïzz-ad-Dawla o Al-Múndhir II (1036-1038)
- Abd-Al·lah ibn Hàkam (1038)

### Dinastia hudí (1039-1110)
- Sulayman ibn Muhàmmad ibn Hud al-Judhamí al-Mustaín (1039-1046)
- Àhmad ibn Sulayman al-Múqtadir (1046-1081)
- Yússuf ibn Àhmad al-Mútaman (1081-1085)[7]
- Àhmad ibn Yússuf al-Mustaín (1085-1110)
- Abd-al-Màlik ibn Àhmad Imad-ad-Dawla (1110)

### Govern almoràvit (1110-1118)
- Muhàmmad ibn al-Hajj (1110-1115)
- Abu-Bakr ibn Ibrahim ibn Tifilwit as-Sahrawí o Ibn Tifilwit (1115-1117)